# Kallern
Kallern (gsw. Challere) – gmina (niem. Einwohnergemeinde) w Szwajcarii, w kantonie Argowia, w okręgu Muri. Liczy 399 mieszkańców (31 grudnia 2020).